# Richard Matheson
Richard Burton Matheson (n. 20 februarie 1926, Allendale⁠(d), New Jersey, SUA – d. 23 iunie 2013, Los Angeles, California, SUA) a fost un autor american și scenarist, mai ales în genurile fantasy, horror și science-fiction. Este cel mai cunoscut pentru lucrările What Dreams May Come, Bid Time Return, A Stir of Echoes, The Incredible Shrinking Man și I Am Legend, toate fiind adaptate pentru film. A scris scenariul la câteva episoade din serialul Zona crepusculară.

## Lucrări

### Romane
- Someone is Bleeding (1953)
- Fury on Sunday (1953)
- I Am Legend (1954)

ro. Sunt o legendă, Editura Rao Books (2008)
- The Shrinking Man (1956); după care s-a făcut filmul The Incredible Shrinking Man
- A Stir of Echoes (1958); după care s-a făcut filmul Stir of Echoes
- Ride the Nightmare (1959)
- The Beardless Warriors (1960)
- Hell House (1971)
- The Night Stalker (1972); sub pseudonimul Jeff Rice
- The Night Strangler (1973)
- Bid Time Return (1975); după care s-a făcut filmul Somewhere in Time
- What Dreams May Come (1978)
- Earthbound (1989)
- Journal of the Gun Years (1991)
- The Gunfight (1993)
- 7 Steps to Midnight (1993)
- Shadow on the Sun (1994)
- Now You See It... (1995)
- The Memoirs of Wild Bill Hickock (1996)
- The Path: A New Look at Reality (1999)
- Passion Play (2000)
- Hunger and Thirst (2000)
- Camp Pleasant (2001)
- Abu and the 7 Marvels (2002)
- Hunted Past Reason (2002)
- Come Fygures, Come Shadowes (2003)
- Woman (2006)
- Other Kingdoms (2010)
- Generations (2012)

### Povestiri scurte
- "Born of Man and Woman" (1950)
- "Third from the Sun" (1950); adaptat ca un episod Twilight Zone (1960)
- "The Waker Dreams" (a.k.a. "When the Waker Sleeps") (1950)
- "Blood Son" (1951)
- "Through Channels" (1951)
- "Clothes Make the Man" (1951)
- "Return" (1951)
- "The Thing" (1951)
- "Witch War" (1951)
- "Dress of White Silk" (1951)
- "F---" (a.k.a. "The Foodlegger") (1952)
- "Shipshape Home" (1952)
- "SRL Ad" (1952)
- "Advance Notice" (a.k.a. "Letter to the Editor") (1952)
- "Lover, When You're Near Me" (1952)
- "Brother to the Machine" (1952)
- "To Fit the Crime" (1952)
- "The Wedding" (1953)
- "Wet Straw" (1953)
- "Long Distance Call" (a.k.a. "Sorry, Right Number") (1953)
- "Slaughter House" (1953)
- "Mad House" (1953)
- "The Last Day" (1953)
- "Lazarus II" (1953)
- "Legion of Plotters" (1953)
- "Death Ship" (1953); adaptat ca un episod Twilight Zone (1963)
- "Disappearing Act" (1953); adaptat ca un episod Twilight Zone (1959)
- "The Disinheritors" (1953)
- "Dying Room Only" (1953)
- "Full Circle" (1953)
- "Mother by Protest" (a.k.a. "Trespass") (1953)
- "Little Girl Lost" (1953); adaptat ca un episod Twilight Zone (1962)
- "Being" (1954)
- "The Curious Child" (1954)
- "When Day Is Dun" (1954)
- "Dance of the Dead" (1954); adaptat ca un episod Masters of Horror (2005)
- "The Man Who Made the World" (1954)
- "The Traveller" (1954)
- "The Test" (1954)
- "The Conqueror" (19)
- "Dear Diary" (1954)
- "The Doll That Does Everything" (1954)
- "Descent" (1954)
- "Miss Stardust" (1955)
- "The Funeral" (1955); adaptate ca un segment al 'Night Gallery de Rod Serling
- "Too Proud to Lose" (1955)
- "One for the Books" (1955)
- "Pattern for Survival" (1955)
- "A Flourish of Strumpets" (1956)
- "The Splendid Source" (1956); baza episodului Family Guy "The Splendid Source".[14]
- "Steel" (1956); adaptat ca un episod Twilight Zone (1963); vag filmat ca Real Steel (2011)
- "The Children of Noah" (1957)
- "A Visit to Santa Claus" (a.k.a. "I'll Make It Look Good," ca Logan Swanson) (1957)
- "The Holiday Man" (1957)
- "Old Haunts" (1957)
- "The Distributor" (1958)
- "The Edge" (1958)
- "Lemmings" (1958)
- "Now Die in It" (1958)
- "Mantage" (1959)
- "Deadline" (1959)
- "The Creeping Terror" (a.k.a. "A Touch of Grapefruit") (1959)
- "No Such Thing as a Vampire" (1959)
- "Big Surprise" (a.k.a. "What Was in the Box") (1959) Adaptat ca un segment scurt Night Gallery
- "Crickets" (1960)
- "Day of Reckoning" (a.k.a. "The Faces," "Graveyard Shift") (1960)
- "First Anniversary" (1960); adaptat ca un episod Outer Limits (1996)
- "From Shadowed Places" (1960)
- "Finger Prints" (1962)
- "Mute" (1962); adaptat ca un episod Twilight Zone (1963)
- "The Likeness of Julie" (ca Logan Swanson) (1962); adaptat în segmentul "Julie" al filmului TV din 1975 Trilogy of Terror
- "The Jazz Machine" (1963)
- "Crescendo" (a.k.a. "Shock Wave") (1963)
- "Girl of My Dreams" (1963)
- "'Tis the Season to Be Jelly" (1963)
- "Deus Ex Machina" (1963)
- "Interest" (1965)
- "A Drink of Water" (1967)
- "Needle in the Heart" (a.k.a. "Therese") (1969); adaptat în segmentul "Millicent and Therese" al filmului TV din 1975 Trilogy of Terror
- "Prey" (1969); adaptat în segmentul "Ameilia" al filmului TV din 1975 Trilogy of Terror
- "Button, Button" (1970); filmat ca un episod The Twilight Zone în 1986; baza filmului The Box (2009)
- "'Til Death Do Us Part" (1970)
- "By Appointment Only" (1970)
- "The Finishing Touches" (1970)
- "Duel" (1971); filmed as Duel (1971)
- "Big Surprise" (1971); adaptat ca un segment al Night Gallery de Rod Serling
- "Leo Rising" (1972)
- "Where There's a Will" (cu Richard Christian Matheson) (1980)
- "And Now I'm Waiting" (1983)
- "Nightmare at 20,000 Feet" (ca episod The Twilight Zone în 1963; ca segmentul patru al filmului Twilight Zone: The Movie, 1983; publicat pentru prima oară în 1984)
- "Getting Together" (1986)
- "Buried Talents" (1987)
- "The Near Departed" (1987)
- "Shoo Fly" (1988)
- "Person to Person" (1989)
- "CU: Mannix" (1991)
- "Two O'Clock Session" (1991)
- "The Doll" (Amazing Stories, 1986)
- "Go West, Young Man" (1993)
- "Gunsight" (1993)
- "Little Jack Cornered" (1993)
- "Of Death and Thirty Minutes" (1993)
- "Purge Among Peanuts" (2001)
- "He Wanted to Live" (2002)
- "Professor Fritz and the Runaway House" (2002)
- "Man With a Club" (2003)
- "Haircut" (2006)
- "Life Size" (2008)
- "An Element Never Forgets" (2010)
- "Backteria" (2011)

### Colecții de povestiri scurte
- Born of Man and Woman (1954)
- The Shores of Space (1957)
- Shock! (1961)
- Shock 2 (1964)
- Shock 3 (1966)
- Shock Waves (1970) publicat ca Shock 4 în Regatul Unit (1980)
- Button, Button (1970)
- Richard Matheson: Collected Stories (1989)
- By the Gun (1993)
- Nightmare at 20,000 Feet (2000)
- Pride with Richard Christian Matheson (2002)
- Duel (2002)
- Offbeat: Uncollected Stories (2002)
- Darker Places (2004)
- Unrealized Dreams (2004)
- Duel and The Distributor (2005) Previously unpublished screenplays of these two stories
- Button, Button: Uncanny Stories (2008) (Tor Books)
- Uncollected Matheson: Volume 1 (2008)
- Uncollected Matheson: Volume 2 (2010)
- Steel: And Other Stories (2011)
- Bakteria and Other Improbable Tales (2011) (exclusiv e-book)

### Filme cinematografice
- The Incredible Shrinking Man (1957)
- Beat Generation (1959)
- House of Usher (1960)
- Master of the World (Stăpânul lumii, 1961)
- The Pit and the Pendulum (1961)
- Burn Witch Burn (1962); a.k.a. Night of the Eagle (scenariu co-scris cu Charles Beaumont și George Baxt) pe baza romanulu Conjure Wife de Fritz Leiber
- Tales of Terror (1962)
- The Raven (Corbul, 1963)
- The Comedy of Terrors (1963)
- The Last Man on Earth (ca "Logan Swanson", bazat pe romanul lui Matheson I Am Legend) (1964)
- Fanatic (1965)
- The Young Warriors (bazat pe romanul lui Matheson The Beardless Warriors) (1967)
- The Devil Rides Out (1968) (bazat pe romanul lui Dennis Wheatley
- De Sade (1969)
- Cold Sweat (bazat pe romanul lui Matheson Ride the Nightmare) (1970)
- The Omega Man (Omul Omega; bazat pe romanul lui Matheson I Am Legend) (1971)
- The Legend of Hell House (bazat pe romanul lui Matheson Hell House) (1973)
- Les Seins de glace (bazat pe romanul lui Matheson Someone Is Bleeding) (1974)
- Somewhere in Time (Undeva, cândva; bazat pe romanul lui Matheson Bid Time Return) (1980)
- Twilight Zone: The Movie: Al patrulea segment "Nightmare at 20,000 Feet" (1983)
- Jaws 3-D (1983)
- Loose Cannons (1990)
- What Dreams May Come (O iubire fără sfârșit; bazat pe romanul lui Matheson)] (1998)
- Stir of Echoes (Ecouri din tenebre; 1999)
- I Am Legend (bazat pe romanul lui Matheson) (Legenda vie, 2007)
- The Box (Cutia; 2009)
- Real Steel (Pumni de oțel; 2011)

### Televiziune
- Buckskin: "Act of Faith" (1959)
- Wanted Dead or Alive :"The Healing Woman" (1959)
- Twilight Zone: (16 episoade) (1959–1964)
- Have Gun Will Travel: "The Lady on The Wall" (1960)
- Bourbon Street Beat: "Target of Hate" (1960)
- Cheyenne: "Home Is The Brave" (1960)
- Lawman (Six episodes) (1960–1962)
- Thriller: "The Return of Andrew Bentley" (1961)
- Combat!: "Forgotten Front" (ca Logan Swanson) (1962)
- The Alfred Hitchcock Hour: "Ride the Nightmare" (1962)
- The Alfred Hitchcock Hour: "The Thirty-First of February" (1963)
- The Girl from U.N.C.L.E.: "The Atlantis Affair" (1966)
- Bob Hope Presents The Chrysler Theater : "Time of Flight" (1966)
- Star Trek: The Original Series: "The Enemy Within" (1966)
- Duel (1971)
- The Night Stalker (1972)
- Night Gallery (1972): " The Funeral" (1972)
- The Night Strangler (1973)
- Dying Room Only (1973)
- Circle of Fear (titlu original Ghost Story (1973))
- Bram Stoker's Dracula (1974)
- Scream of The Wolf (1974)
- The Morning After (1974)
- Trilogy of Terror (1975) film TV antologie.
- Dead of Night (1977). film TV antologie regizat de Dan Curtis.
- The Strange Possession of Mrs. Oliver (1977)
- The Martian Chronicles mini-series (1979, 1980)
- Twilight Zone: "Button, Button" (ca Logan Swanson) (1986)
- Amazing Stories: "The Doll" (1986)
- Amazing Stories: "One for the Books" (1987)
- Dreamer of Oz (1990). About L. Frank Baum.
- Rod Serling's Lost Classics (1994)
- Trilogy of Terror II (1996) film TV antologie.

### Non-ficțiune
- The Path: Metaphysics for the 90s (1993)

## Legături externe
- Format:Commons category-inșine
- Richard Matheson la Internet Speculative Fiction Database
- Matheson biography at tabula-rasa.info
- Richard Matheson featured on AMC-TV's Sci-Fi Department webshow
- Richard Matheson la Internet Movie Database
- en Richard Matheson la Memory Alpha (site wiki pentru Star Trek)
- Richard Matheson Archive of American Television Interview
- Richard Matheson la Science Fiction and Fantasy Hall of Fame